# Светозар К. Поповић
Светозар К. Поповић (Београд, 2. новембар 1901 − Београд, 13. април 1969) био је машински инжењер, конструктор авиона, пуковник ЈНА и професор универзитета.

## Биографија
Основну школу и гимназију Светозар К. Поповић је завршио у Београду, а на Машинско-електротехничком одсеку Техничког Факултета Универзитета у Београду, дипломирао је октобра 1928. године. Са групом државних питомаца одлази у Француску на школовање на (ENSA) Ecole nationale superieure de l` aeronautique на којој дипломира 1931. године.

### Радна биографија
Од новембра 1929. до октобра 1940. инж. Светозар К. Поповић је био на служби у војном ваздухопловству. У току службовања три године био је надзорни инжењер у фабрици „Рогожарски“, три године у ИАМ у Раковици и две године у фабрици инструмената „Телеоптик“ у Земуну. Учествовао је у пријему авиомотора у фабрици „Гном-Рон“ у Паризу, где се истовремено специјализирао за испитивање авиомотора, па му је поверено да као шеф Пробне станице у Раковици изврши испитивање и хомологацију мотора К-7, К-9 и К-14 произведених по лиценци у ИАМ у Раковици. У слободном времену прикључио се КГ инжењера Илића, Сивчева и Зрнића на пословима разраде делова конструкције и уградње опреме ловаца ИК-3 и ИК-5.
Октобра 1940. прелази у фабрику „Јасеница“ из Смедеревске Паланке да као управник води Ваздухопловно одељење у којем је организовао фабрички ремонт савремених авиомотора Хиспано-Суиза 12Y за авионе ИК-2 и ИК-3, затим мотора Ролс Ројс Мерлин II и III (Rolls-Royce Merlin II, III) за ловце Харикен, и почетком 1941, Дајмлер-Бенц 601А (DB-601Aa) за ловце Ме-109 уведене 1939. у наоружање ВВ.
Током окупације то одељење је укинуто па је инж. Поповић радио у фабрици на административним пословима све до 1. октобра 1944. када се укључио НОВЈ. Убрзо је од стране КРВ одређен да са инж. Зрнићем организује у ИМР у Раковици оправку мотора ВК-105 (Климов ВК-105) и АМ-38 (Микулин АМ-38ф) за авионе Јак и Ил-2. Нешто касније, у фабрици „Икарус“ је радио на преправкама ловаца Јак-9 у школске двоседе Ујак-9.
Од половине 1946. је као један од главних конструктора у КГ бр. 1 ГДВИ учествовао у пројектовању авиона типа 211, 231, 231Р, 212, С-49А, и С-49 Ц.
Марта 1953. постављен је решењем министра за науку и културу НР Србије за доцента Машинског факултета у Београду за предмет „опрема авиона“, а касније је унапређен у ванредног професора.

### Пројекти авиона
- ИК-3 - једномоторни ловац мешовите конструкције (1937)
- ИК-5 - двомоторни једносед ловац разарач (1940) нереализовани пројект
- УЈАК-9 - једномоторни ловац двосед ЈАК-9 за обуку пилота (1946)
- Икарус 211 - једномоторни школски двосед дрвене конструкције (1947)
- Икарус 231 - једномоторни школски двосед мешовита конструкције (затворена кабина) (1948)
- Утва 212 - прелазни двосед нискокрилац мешовита конструкција (1948)
- 212Р - као 212 са Реноовим мотором (1948) прототип
- С-49А - ловац нискокрилац дрвена конструкција, мотор ВК 800 KS, (1947)
- С-49Ц - ловац нискокрилац метална конструкција, мотор Хиспано 12Z17 1.400 KS,(1949)